# Liste der Baudenkmäler in Langenbach (Oberbayern)

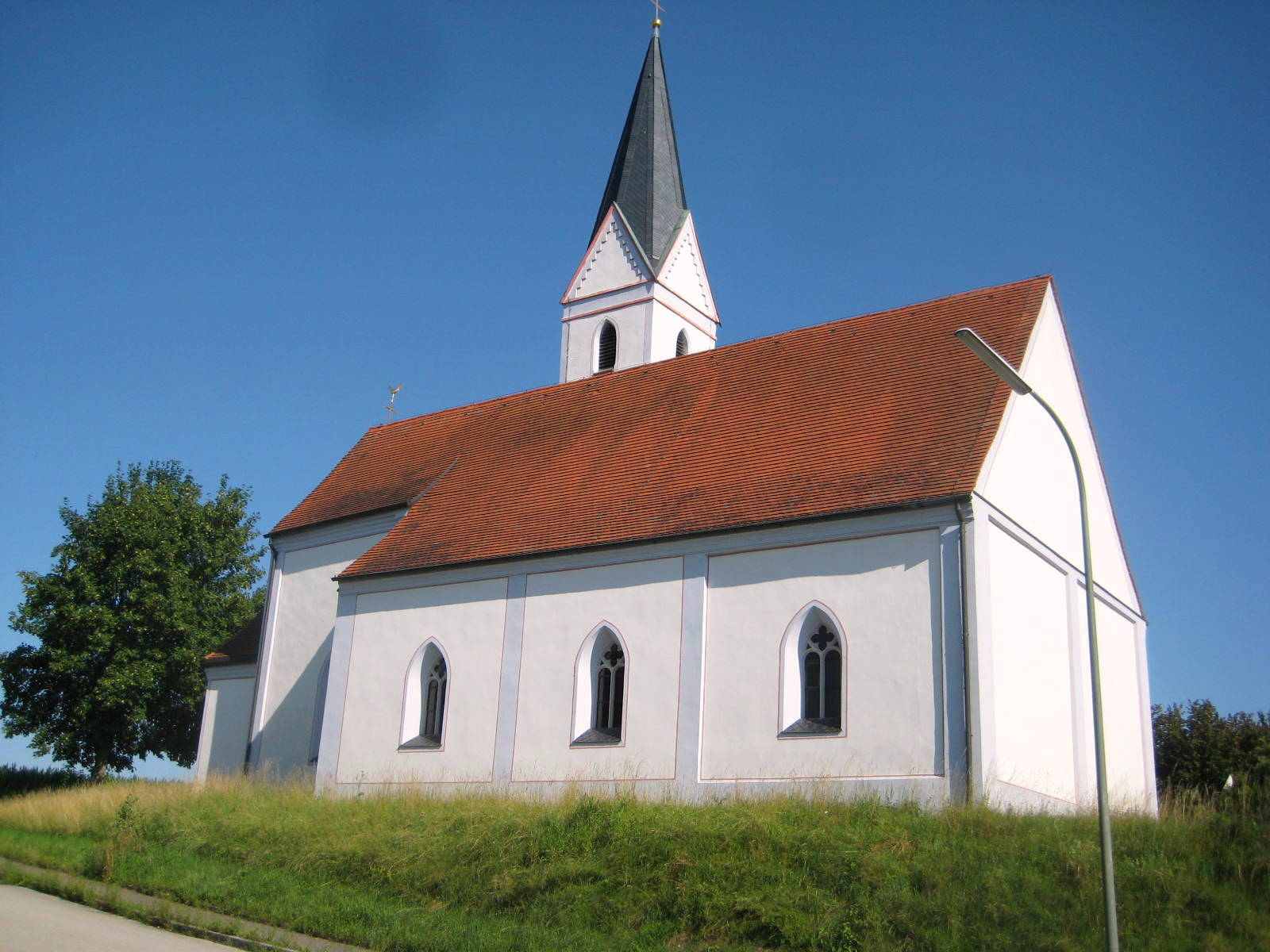
Maria Rast in Rast

Auf dieser Seite sind die Baudenkmäler in der oberbayerischen Gemeinde Langenbach zusammengestellt. Diese Tabelle ist eine Teilliste der Liste der Baudenkmäler in Bayern. Grundlage ist die Bayerische Denkmalliste, die auf Basis des Bayerischen Denkmalschutzgesetzes vom 1. Oktober 1973 erstmals erstellt wurde und seither durch das Bayerische Landesamt für Denkmalpflege geführt wird. Die folgenden Angaben ersetzen nicht die rechtsverbindliche Auskunft der Denkmalschutzbehörde.

## Baudenkmäler nach Ortsteilen

### Langenbach
| Lage                           | Objekt                                             | Beschreibung | Akten-Nr.    | Bild                               |
| ------------------------------ | -------------------------------------------------- | --- | ------------ | ---------------------------------- |
| Dorfstraße 18 (Standort)       | Wohnteil des Bauernhauses                          | Erdgeschossiger Putzbau mit hohem Satteldach und Stichbogenfenstern, um 1860/80 | D-1-78-138-2 | Wohnteil des Bauernhauses          |
| Freisinger Straße 3 (Standort) | Alte katholische Pfarrkirche St. Nikolaus von Myra | Barocker Neubau unter Einbeziehung des spätmittelalterlichen Westturmes, gewesteter Saalbau mit eingezogenem Polygonalchor und angefügter Sakristei, von 1737, moderne Zwiebelhaube von 1948; mit Ausstattung Leichen- und Aussegnungshalle, spätklassizistischer Walmdachbau mit Vorhalle, 2. Hälfte 19. Jahrhundert | D-1-78-138-4 | weitere Bilder                     |
| Oberbacher Straße 1 (Standort) | Wohnhaus, sogenannte Villa Ismaier                 | Zweigeschossiger Walmdachbau mit reicher Putzgliederung im Stil der Neurenaissance, um 1880 | D-1-78-138-5 | Wohnhaus, sogenannte Villa Ismaier |

### Großenviecht
| Lage                      | Objekt                                 | Beschreibung | Akten-Nr.    | Bild           |
| ------------------------- | -------------------------------------- | --- | ------------ | -------------- |
| Großenviecht 7 (Standort) | Katholische Filialkirche St. Stephanus | Barocker Saalbau mit rechteckigem Chor und östlich daran anschließendem Turm mit Zwiebelhaube, wohl von Johann Lorenz Hirschstötter 1730 erbaut, Turm 1759 ausgebaut; mit Ausstattung | D-1-78-138-6 | weitere Bilder |

### Kleinviecht
| Lage                      | Objekt                                       | Beschreibung | Akten-Nr.    | Bild           |
| ------------------------- | -------------------------------------------- | --- | ------------ | -------------- |
| In Kleinviecht (Standort) | Katholische Filialkirche St. Pauli Bekehrung | Spätromanische Chorturmkirche mit eingezogener Apsis und angefügter Sakristei, wohl 2. Hälfte 13. Jahrhundert; mit Ausstattung | D-1-78-138-7 | weitere Bilder |

### Niederhummel
| Lage                      | Objekt                               | Beschreibung | Akten-Nr.    | Bild           |
| ------------------------- | ------------------------------------ | --- | ------------ | -------------- |
| Dobelstraße 14 (Standort) | Katholische Filialkirche St. Andreas | Romanische Chorturmkirche, ursprünglich unverputzter Backsteinbau mit angefügter barocker Sakristei und Beinhaus, Langhaus 1688 erweitert, 13. Jahrhundert; mit Ausstattung | D-1-78-138-8 | weitere Bilder |
| Ortsstraße 8 (Standort)   | Dreiseithof mit ehemaligem Gasthaus  | Zweigeschossiges Wohnstallhaus mit Halbgeschoss, Satteldachbau mit Putzgliederungen, Scheitelzinnen und Eisenbalkon, bezeichnet mit 1873 Stadel, Ziegelbau mit Satteldach, bezeichnet mit 1891 Nebengebäude, erdgeschossiger Satteldachbau mit Mezzanin und Putzgliederung, Ende 19. Jahrhundert | D-1-78-138-9 | weitere Bilder |

### Oberbach
| Lage                    | Objekt     | Beschreibung                                                                                                 | Akten-Nr.     | Bild           |
| ----------------------- | ---------- | --- | ------------- | -------------- |
| Großer Anger (Standort) | Wegkapelle | Klassizistischer Putzbau mit eingezogener Apsis und Fassadengliederung, bezeichnet mit 1839; mit Ausstattung | D-1-78-138-10 | weitere Bilder |

### Oberhummel
| Lage                               | Objekt                                          | Beschreibung | Akten-Nr.     | Bild                 |
| ---------------------------------- | ----------------------------------------------- | --- | ------------- | -------------------- |
| Bergstraße 7 (Standort)            | Pfarrhaus                                       | Zweigeschossiger kubischer Walmdachbau, 1811 | D-1-78-138-12 | Pfarrhaus            |
| Kirchstraße 2, 2 a, 2 b (Standort) | Gutshof und Gasthaus Neumair                    | Zweigeschossiges Wohnhaus mit Halbwalmdach, Putzgliederung und Eisenbalkon, Mitte 19. Jahrhundert Ökonomiegebäude, langgestreckter Satteldachbau mit Fresken, bezeichnet mit 1924 | D-1-78-138-13 | weitere Bilder       |
| Kirchstraße 4 (Standort)           | Katholische Pfarrkirche St. Georg und Dionysius | Im Kern mittelalterlicher Saalbau mit stark eingezogener Apsis, angefügter Sakristei und westlichem Spitzturm, 1868 umgebaut; mit Ausstattung                                     | D-1-78-138-11 | weitere Bilder       |
| Schulstraße 4 (Standort)           | Ehemaliges Forsthaus                            | Erdgeschossiger Putzbau mit Greddach, um 1860/80 | D-1-78-138-14 | Ehemaliges Forsthaus |

### Rast
| Lage                      | Objekt                                                  | Beschreibung | Akten-Nr.     | Bild           |
| ------------------------- | ------------------------------------------------------- | --- | ------------- | -------------- |
| Am Rastberg 12 (Standort) | Katholische Filial- und Wallfahrtskirche St. Maria Rast | Zweischiffige Hallenkirche der Spätgotik mit eingezogenem gerade schließendem Chor, Flankenturm und angefügter barocker Sakristei, Ende 15. Jahrhundert unter Einbeziehung älterer Teile; mit Ausstattung | D-1-78-138-16 | weitere Bilder |

## Ehemalige Baudenkmäler
In diesem Abschnitt sind Objekte aufgeführt, die früher einmal in der Denkmalliste eingetragen waren, jetzt aber nicht mehr. Objekte, die in anderem Zusammenhang also z. B. als Teil eines Baudenkmals weiter eingetragen sind, sollen hier nicht aufgeführt werden. Aktennummern in diesem Abschnitt sind ehemalige, jetzt nicht mehr gültige Aktennummern.

| Lage                          | Objekt                    | Beschreibung                                                                              | Akten-Nr.     | Bild                      |
| ----------------------------- | ------------------------- | ----------------------------------------------------------------------------------------- | ------------- | ------------------------- |
| Rast Am Rastberg 2 (Standort) | Ehemaliger Kleinbauernhof | Hakenförmige Anlage mit erdgeschossigem Wohnstallhaus mit befenstertem Kniestock von 1883 | D-1-78-138-17 | Ehemaliger Kleinbauernhof |